# گوشی
گوشی، بخشی از تلفن است که کاربر، آنرا نزدیک گوش و دهان خود نگه می‌دارد تا صداهای رسیده از طریق گیرنده صدا را بشنود و از طریق فرستنده درون گوشی، با راه دور، صحبت کند.
در تلفن‌های نخستین، فرستنده، روی خود تلفن قرار داشت. خود تلفن نیز روی دیوار در بلندی مناسب نصب می‌شد یا روی یک میز، گذاشته می‌شد.
تا پیش از اختراع تلفن بی‌سیم، گوشی معمولا با یک سیم (معمولا سیم تینسل) به دستگاه اصلی وصل می‌شد.
گوشی تلفن‌های بی‌سیم، یک فرستنده-گیرنده رادیویی دارد که ارتباط را از طریق ایستگاه پایه که به خط تلفن وصل است رله می‌کند. تلفن همراه، به ایستگاه پایه نیاز ندارد و از طریق باندهای فرکانس ویژه‌ای، مستقیما با سایت سلولی، ارتباط برقرار می‌کند.

## نماد
در تلفن‌های بی‌سیم و همراه، از یک نماد گرافیکی برای نشان دادن آغاز یا پایان تماس تلفنی استفاده می‌شود. معمولا یک دکمه به شکل گوشی به سمت بالا با رنگ سبز و به صورت  نشانه آغاز تماس و یک دکمه به شکل گوشی به سمت پایین با رنگ قرمز و به صورت  نشانه پایان تماس تلفنی است. یونی‌کد، نماد U+1F4DE 📞 telephone receiver را ارائه کرده است.

## نگارخانه

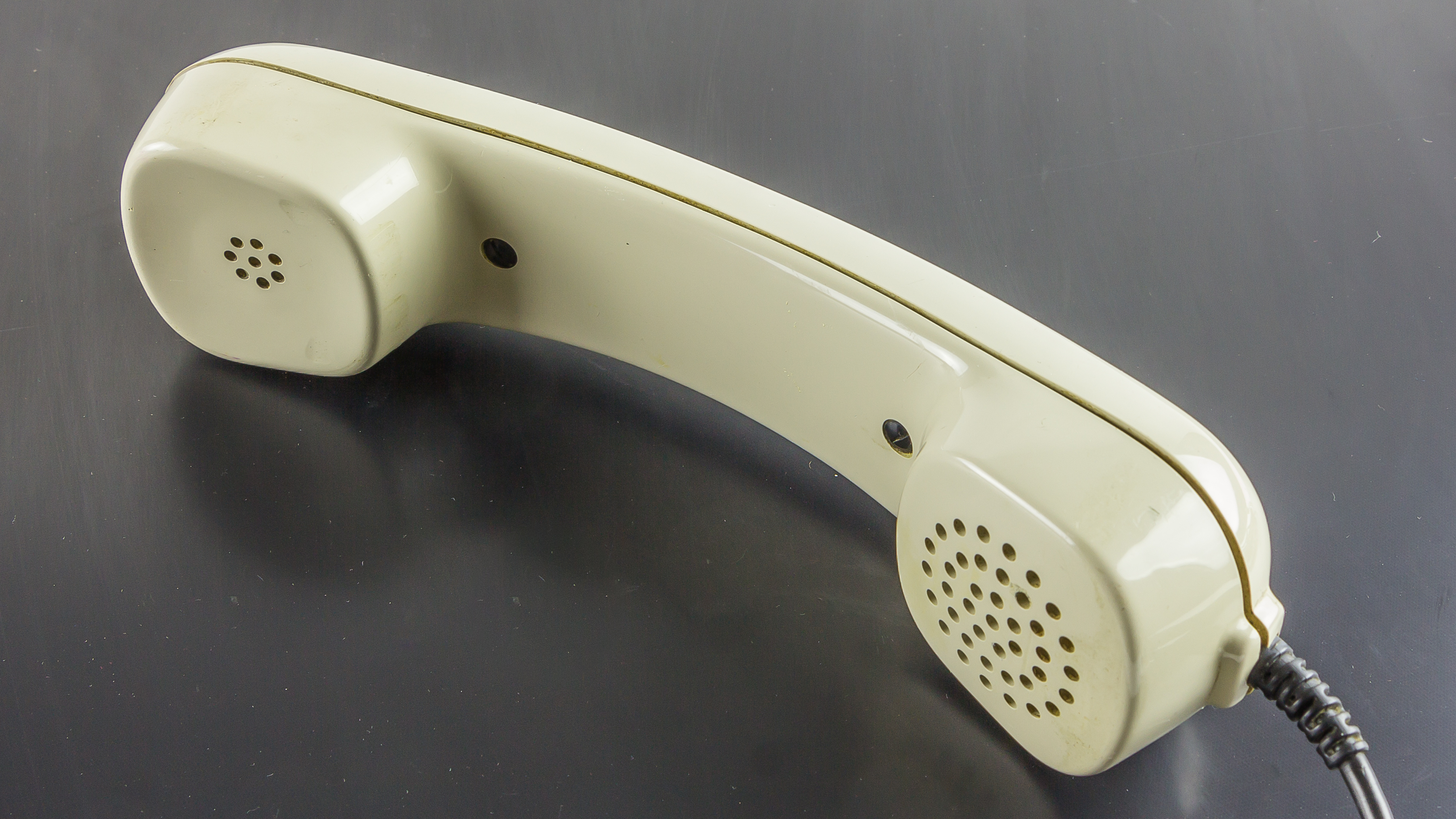
گوشی قدیمی سیم‌دار
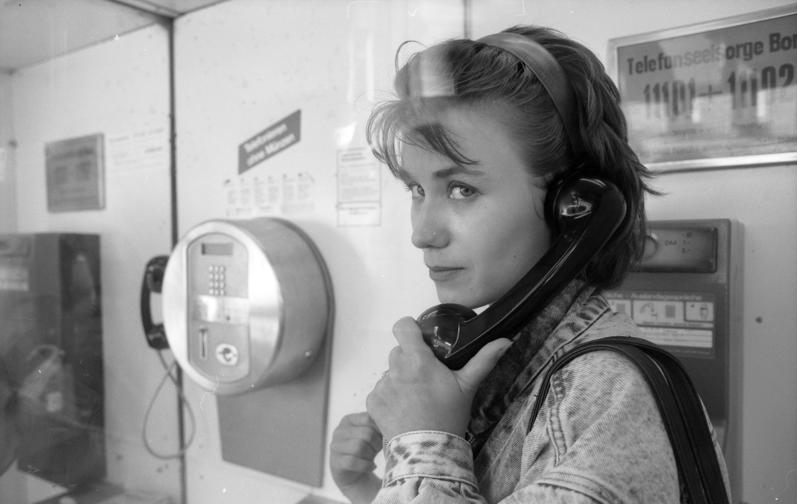
زنی در حال گفتگوی تلفنی با گوشی
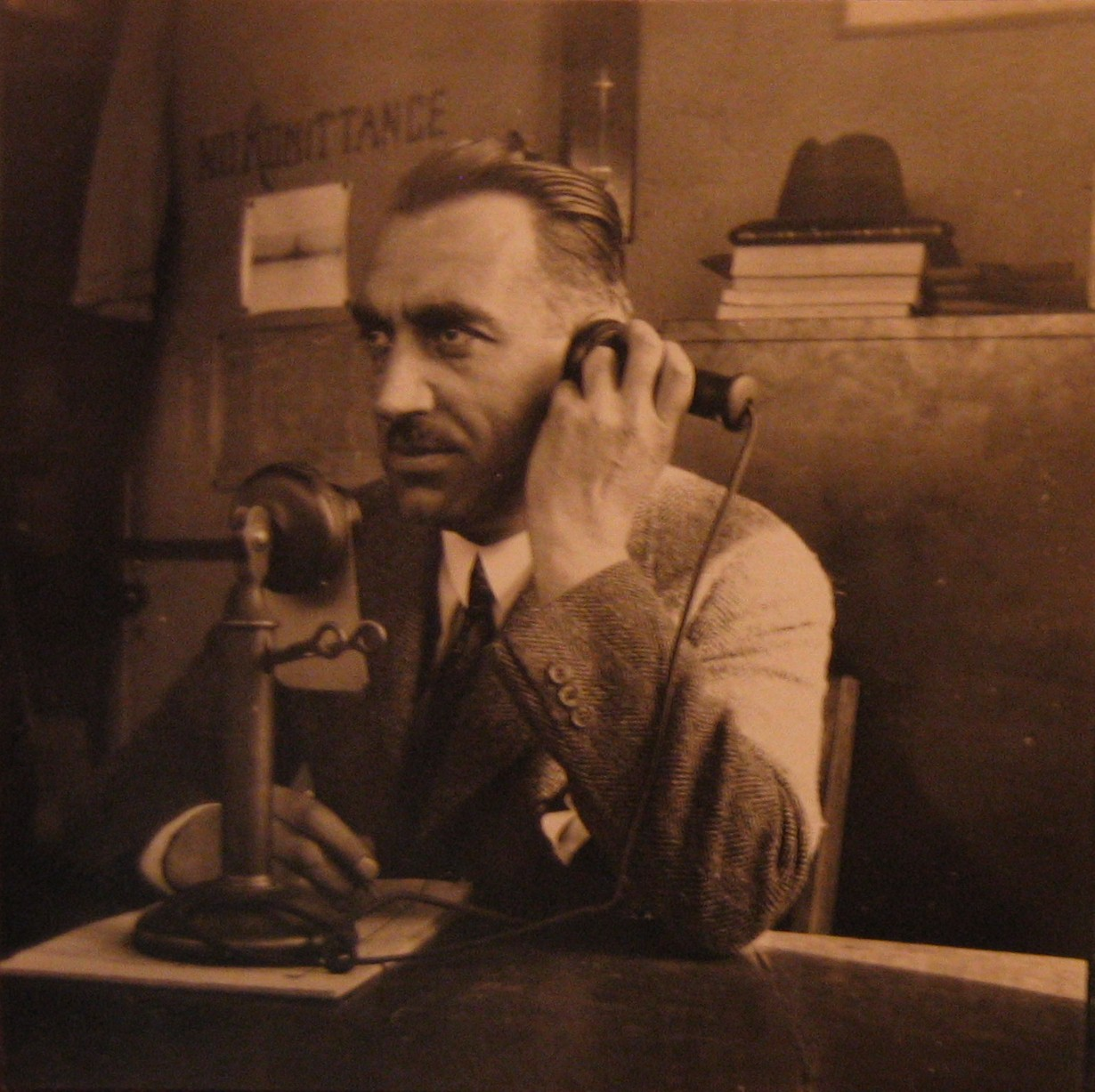
یک تلفن که فرستنده آن روی خود تلفن بود
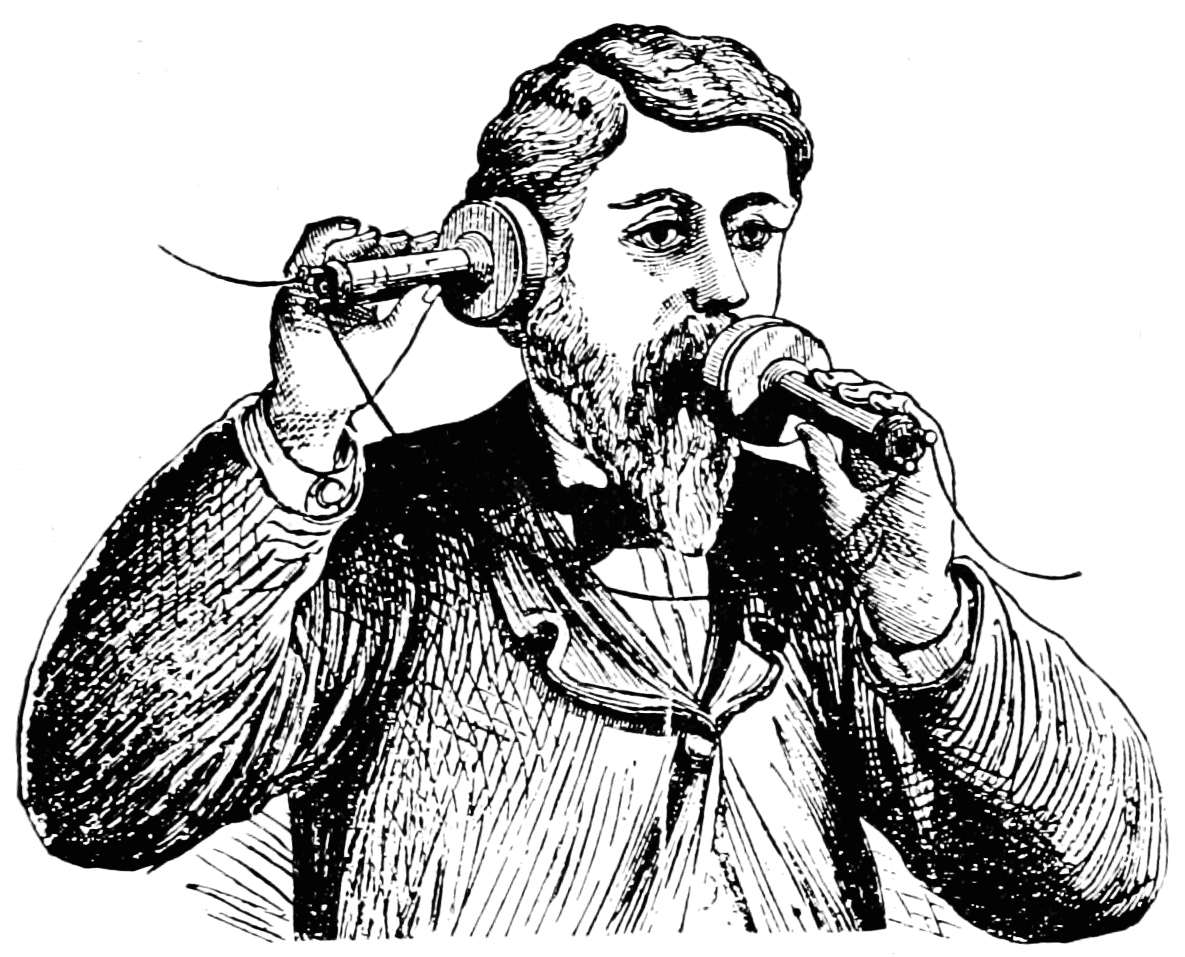
یک از قدیمی‌ترین مدل‌های گوشی تلفن